# وثار شميد
وثار شميد (بالألمانية: Lothar Schmid)‏ هو لاعب شطرنج ألماني، ولد في 10 مايو 1928 في رادبويل في ألمانيا، وتوفي في 18 مايو 2013 في بامبرغ في ألمانيا.

## وصلات خارجية
- وثار شميد على موقع الاتحاد الدولي للشطرنج (الإنجليزية)
- وثار شميد على موقع مباريات الشطرنج (الإنجليزية)
- وثار شميد على موقع 365Chess.com (الإنجليزية)
- وثار شميد على موقع Chesstempo.com (الإنجليزية)
- وثار شميد على موقع اتحاد المراسلات الدولية للشطرنج (الإنجليزية)
- وثار شميد سجل أولمبياد الشطرنج على موقع OlimpBase.org (الإنجليزية)